# Règlement sur les établissements d'enseignement privés au collégial
Le règlement sur les établissements d'enseignement privés au collégial vise principalement à définir les critères nécessaires pour obtenir un permis permettant de décerner des diplômes d'études collégiales. Les cégeps ne sont pas soumis à ce règlement.